# Paracapnia boris
Paracapnia boris är en bäcksländeart som beskrevs av Bill P.Stark och Baumann 2004. Paracapnia boris ingår i släktet Paracapnia och familjen småbäcksländor. Inga underarter finns listade i Catalogue of Life.